# 大力工頭系列

大力工頭在SFC上推出的作品－《がんばれ大工の源さん》

大力工頭（大工の源さん）是一款日本Irem公司製作的電子遊戲系列，該系列的第一作為1990年在街機上推出的，博得人氣之後陸陸續續推出移植版和續作，最新作為2008年在PSP上推出的。除了電玩之外，大力工頭在2008年也改編為動畫，在日本著名的網路電視平台GyaO上播送。
大力工頭主要為橫向捲軸式的關卡遊戲，美術設計為可愛的日式漫畫風格。玩家操作手持大槌的正義工頭阿源（田村源三，通稱源），保護故鄉部亂目町（町）免於遭受惡質建設公司的入侵。

## 概要
以下町為舞台、本作是一個描述充滿懷舊氣息的大木作手持大木槌獨自對抗想要破壞老城鎮進行開發的邪惡建設公司、並反映當時泡沫經濟開發潮的故事。
1991年移植到紅白機（FC），並變更成生命值制（4滴血＋生命數量制＋小遊戲）。1992年以及1994年在Game Boy、1993年在紅白機以及超級任天堂等平台都有推出續作。另外2000年，也由Biox公司在Game Boy Color推出續作。
1996年、三洋物產使用本作的角色推出柏青哥CR機『CR大力工頭』並成為人氣作，所以至今都有系列作推出（不僅是大木作、還有壽司店以及蕎麥麵店）。
2008年1月下旬，在PlayStation Portable開始製作『衝吧!大力工頭，夕陽的大工物語』、同時也開始進行動畫製作。

## 遊戲系統
- 本作是使用 8方向的方向鍵（移動）以及兩顆按鈕（攻撃，跳躍）操控主角‧阿源（田村源三）的橫向捲軸遊戲。只要被敵人碰上就會失去一命。全6關卡×2回合。
- 方向鍵按上，就會有拿著木槌朝上的動作，可以防禦上方的攻擊。在這樣狀態下按攻擊，還會有拿著木槌朝上突擊的攻擊。
- 方向鍵按下，就會拿著木槌朝向前方，防止前方的攻擊。在這樣狀態下按攻擊，會敲擊地面引起地震，並能讓雜兵角色一時無法動彈。這樣狀況下攻擊敵人，會有2倍的傷害。
- 按跳躍並即將著地前，方向鍵按下並同時按住攻擊時，能引發更強的地震，並能全滅地面上的所有雜兵。如果這樣打中敵人時，也會有2倍的傷害。
- 1周目通過後，會開始難度上昇的2周目。雜兵的速度會加快，攻撃頻率會變成2倍，耐久力也會變成3倍。

### 海外版的差異
- 主角改名為｢Harry｣[1]
- 變更一部分物品的構思
- 變更背景內的部分裝飾

### 物品
紅白機板中，在加分關卡中獲得的物品可以隨身持有。
紅包
得分物品。紅白機版中未登場。
安全帽
可以防止失誤一次。
紅白機版因為採用生命值制、剩下一條命時受到傷害會自動發動。這時不會發生彈飛BUG。
力量石
寫著「馬鹿力」文字的石頭。能讓木槌變成大型的「巨大木槌」、並能讓攻撃力倍増。就算不用跳躍也可以使出強力地震攻撃。無法與「超級飲料」一起發揮效果。
紅白機版中有巨大木槌登場。海外版中變改寫成[POW]文字的物品登場。
超級飲料
貼著酒字標籤的飲料。會讓體力變紅、並讓木槌變成可以縱向揮擊的回轉攻擊。還可對周遭進攻擊而讓攻撃力倍増。但是、會變成無法上方攻撃以及敲擊地面。無法與「力量石」一起發揮作用。
紅白機版中，將標籤消除、海外版中變成辣椒。
青銅工作褲
藍色的工作褲。可以提升跳躍利。紅白機版不但是工作褲，連頭帶也會變成藍色。
1UP大力工頭
大力工頭的人偶。可以加一命。紅白機版以及海外版都沒有登場。
以下是只出現在紅白機版的物品。可以透過SELECT BUTTON使用。
回復飲料「一口茶君」
可以回復一個体力。
愛的飯糰
加奈小姐手做的飯糰、能夠回復全部體力。只有在加分關卡中才能拿到。
先祖御守
能夠對畫面上的全部敵人進行攻擊。
緩慢時間的「慢慢君」
一定時間內可以讓敵人行動遲緩。

## 系列作
| 遊戲名稱 | 推出時間       | 遊戲平台 |
| -------- | -------------- | -------- |
|          | 1990年         | 街機     |
|          | 1991年11月15日 | FC       |
|          | 1992年12月18日 | GB       |
|          | 1993年10月22日 | FC       |
|          | 1992年7月31日  | GB       |
|          | 1993年12月22日 | SFC      |
|          | 1994年3月25日  | GB       |
|          | 2000年4月28日  | GBC      |
|          | 2008年5月15日  | PSP      |

## 外部連結
- http://www.ikuze-gensan.com/（页面存档备份，存于）

1. ↑  遊戲結束後得分排行榜畫面中會留下GEN TAMURA的姓名